# Slumber Party '57
Slumber Party '57 è un film del 1976 diretto da William A. Levey.
La pellicola segna il debutto cinematografico dell'attrice Debra Winger.

## Trama
Sei studentesse del college si ritrovano sole, senza la supervisione dei genitori una notte in cui la loro squadra di basket è in viaggio nel periodo della pausa primaverile dagli studi, così organizzano un pigiama party durante il quale ciascuna racconterà la sua prima esperienza sessuale.